# Josep Maria Bartrina i Thomàs
Josep Maria Bartrina i Thomàs (Barcelona, 27 de desembre de 1877 – ibídem, 20 de juny de 1950) fou un metge català.

## Biografia
Josep Maria Bartrina va néixer al carrer de la Guàrdia de Barcelona, fill de l'advocat Antoni Bartrina i Vilapudua (1852-1910) i de la seva esposa Micaela Thomàs i Soteras (1850-1880), ambdós naturals de Mataró. La mare va morir l'any 1880, després de donar a llum a Mercè Bartrina i Thomàs, i el pare es va tornar a casar pocs anys després amb Dolors Soler i Suriá (1860-1924), amb qui va tenir altres fills, entre ells els metges Lluís i Antoni Bartrina i Soler i la filla Carme, que seria esposa de l'advocat polític Lluís Puig de la Bellacasa i Deu.
En 1886 la família es va traslladar a Mataró, on va estudiar el batxillerat. En 1894 va començar a estudiar arquitectura a la Universitat de Barcelona, però per influència del metge cubà Joaquín Albarrán y Domínguez, amic de la família, acabà estudiant medicina, tot llicenciant-se el 1900. El 1901 es va doctorar a Madrid amb una tesi sobre l'exploració del ronyó. El 1902 va marxar a París, on es va especialitzar en urologia a l'Hospital Necker de París amb Fèlix Guyon i el doctor Albarrans, i va ingressar a l'Acadèmia Francesa d'Urologia.
El 1906 va treballar al Servei de Cirurgia de l'Hospital de la Santa Creu i Sant Pau i el 1911 va obtenir la càtedra de patologia quirúrgica de la Universitat de Barcelona. Va presidir l'Acadèmia i Laboratori de Ciències Mèdiques el 1913-1915, i el 1915 va ingressar a la Reial Acadèmia de Medicina de Catalunya. Va realitzar per primer cop a Barcelona el cateterisme ureteral endoscòpic i propugnà la prostatectomia hipogàstrica.
El 1928 fou operat d'una neoplàsia laríngia i pogué reprendre continuar donant classes amb un aparell de fonació. També fou un afeccionat al dibuix i a la pintura, va estudiar amb Pere Borrell i de jove va il·lustrar l' Anatomia patològica de la pròstata d'Albarran. Un cop jubilat va fer exposicions de dibuixos i pintures.

## Obres
- Tratado de urología clínica y quirúrgica (1954) amb el seu fill Josep Maria Bartrina i Calvo